# Boonton
Boonton är en stad i Morris County, New Jersey, USA, belägen fem mil väster om staden New York, med en yta av 6,49 km² och 8 347 invånare (2010).

## Läge och kommunikationer
Boontons centrala delar runt Main Street ligger längs Rockawayflodens kanjon. Motorvägen interstate 287 går genom staden. Den centralt belägna järnvägsstationen trafikeras av New Jersey Transit. 

## Historia
Redan år 1747 fanns en järnsmedja vid Rockawayfloden. När den utvidgades byggdes en by för arbetskraften som 1761 kallades Boone-Towne efter New Jerseys guvernör Thomas Boone. Platsen för denna by ligger numera under Jersey City-dammens yta.
Under 1820-talet anlades Morriskanalen som förband Hudsonfloden och Delawarefloden. Det ledde till att byn flyttades 2 kilometer uppströms till Boonton Falls ett vattenfall nära kanalen, där en ny smedja med maskiner och personal från England anlades. Brukssamhället växte, men USA:s järnhantering försköts snart mot de stora sjöarna och 1876 lades smedjan ner. Senare differentierades näringslivet mot tillverkning av plast och radioutrustning.